# Numb
„Numb“ je píseň americké rockové skupiny Linkin Park. Byla vydána jako třetí singl z jejich druhého studiového alba Meteora. Rovněž je závěrečnou skladbou alba. Píseň patří mezi ty nejznámější, co kdy skupina vydala.
Píseň byla zremixována pod názvem „Numb/Encore“, na které kapela spolupracovala s americkým rapperem Jayem-Z. Singl byl součástí alba Collision Course a vynesl jim cenu Grammy za nejlepší rapovou/zpívanou spolupráci.
Dne 15. března 2022 se píseň stala druhou skladbou kapely po „In the End“, která na Spotify překonala hranici 1 miliardu přehrání.

## Videoklip
Videoklip k písni režíroval člen kapely Joe Hahn. Byl natočen v červnu 2003[zdroj⁠?!] v Praze a obsahuje scény na Gymnáziu Jana Keplera[zdroj⁠?!] a na Karlově mostě. Část s vystoupením kapely byla natočena později v Los Angeles, protože zpěvák Chester Bennington v té době trpěl silnými bolestmi břicha a zad. Finální videoklip byl vydán společně se singlem na začátku září 2003.
Děj sleduje den v životě dospívající dívky, kterou ztvárnila Briana Evigan. Video je proloženo scénami, v nichž Linkin Park hrají píseň v katedrále. Dívka je všemi ze svého okolí odstrkována a zesměšňována. Svůj volný čas tráví malováním. Na rukou má řezné rány, které si sama způsobila. Když píseň vrcholí, hází ve vzteku barvy na plátno a následně vbíhá do katedrály, v níž Linkin Park hráli svou píseň. Zjišťuje, že všichni členové zmizeli.

## Seznam skladeb
| Část 1 | Část 1                   | Část 1 |
| Pořadí | Název                    | Délka  |
| ------ | ------------------------ | ------ |
| 1.     | "Numb"                   | 3:06   |
| 2.     | "From the Inside" (Live) | 2:55   |
| 3.     | "Numb" (Video)           |        |

| Část 2 | Část 2                 | Část 2 |
| Pořadí | Název                  | Délka  |
| ------ | ---------------------- | ------ |
| 1.     | "Numb"                 | 3:06   |
| 2.     | "Easier to Run" (Live) | 3:22   |
| 3.     | "Faint" (Video)        |        |

## Obsazení
- Chester Bennington – zpěv
- Mike Shinoda – klavír, doprovodné vokály
- Brad Delson – kytary
- Rob Bourdon – bicí
- Dave "Phoenix" Farrell – basová kytara
- Joe Hahn – gramofony, samplery